# Anita Traversi
Anita Traversi (Giubiasco, 25 luglio 1937 – Bellinzona, 25 settembre 1991) è stata una cantante svizzera.
È stata soprannominata "La Mina della Svizzera Italiana".

## Biografia
Ha cominciato a otto anni a studiare canto e pianoforte. Dopo aver lavorato in una tipografia di Bellinzona, nel 1955 fu selezionata per entrare a far parte, come cantante, del cast dell'Orchestra Radiosa di Radio Monteceneri, stazione radiofonica della Svizzera italiana. Grazie al maestro Mario Robbiani, l'anno successivo ottenne un contratto discografico in Italia con la Jolly.
Come rappresentante della Svizzera ha partecipato all'Eurovision Song Contest 1960 con la canzone Cielo e terra (8º posto su tredici concorrenti) e all'Eurovision Song Contest 1964 con la canzone I miei pensieri (assieme ad altri tre paesi con 0 voti).
La Traversi ha partecipato spesso alle selezioni svizzere per l'Eurofestival, nel 1956, nel 1961, nel 1963, nel 1967 e nel 1976.
In Italia è famosa per aver cantato, assieme al Quartetto Radar, nella pubblicità di un noto carosello e per aver duettato assieme ad Adriano Celentano nel suo album Adriano Celentano con Giulio Libano e la sua orchestra nelle canzoni Piccola e Ritorna lo shimmy e nell'album A New Orleans nelle canzoni Gilly e Coccolona.
Nel 1970 incise il suo primo album per la PDU, l'etichetta di Mina, seguito dal secondo, per la stessa etichetta, nel 1973 è morta nel 1991.

## Discografia

### Album in studio
- 1970: Anita Traversi (PDU, PLD A 5031)
- 1973: American Golden Hits (PDU, PLD A 5076)

### Singoli
- 1958: Magic moments/Con tutto il cuor (Jolly, J 20038)
- 1958: La pioggia cadrà/Buenas noches mi amor (J 20039)
- 1959: Da te era bello restar/Tu mi fai girar la testa (J 20046) con gli Oscars
- 1959: Una marcia in fa/Adorami (J 20049) con gli Oscars
- 1959: Donna/Proteggimi (J 20052)
- 1959: T'amerò/Kiss me, kiss me (J 20059)
- 1959: Pagine di sogno/Il mio solo ideale (J 20067)
- 1959: Rossetto sul colletto/Amorcito mio (J 20073) con gli Oscars
- 1960: Voglio dormire/Canzoncella italiana (J 20078)
- 1960: Sono ubriaca/Por dos besos (J 20086)
- 1960: Piccola/Ritorna lo shimmy (J 20092) con Adriano Celentano
- 1960: Cielo e terra/Il mio nome è donna (J 20099)
- 1960: Altalena al chiar di luna/Ciao mare (J 20110)
- 1960: Paper roses/Perché non sono un angelo (J 20116)
- 1960: Ciccillo 'a sentinella/N'importe qui (Uno qualunque) (J 20120)
- 1960: Passione flamenca/Luna napoletana (J 20126)
- 1961: Sailor/Valentino (J 20134)
- 1961: Tutto e nulla/Volevi un bacio (J 20143)
- 1961: Gilly/Coccolona (J 20144) con Adriano Celentano
- 1962: Vulcano/Canta Canarino (J 20173)
- 1962: One step ahead (Un passo avanti)/One step ahead (strumentale) (J 20179) con il Quartetto Radar
- 1963: Luna d'argento sopra la spiaggia/Chiamami amore (J 20193)
- 1969: Mago della pioggia/Quello sguardo lontano (PDU, PA 1024)
- 1969: Gentleman Rainmaker/You'Re Much Better Off Lonely (PDU, PA 1026)
- 1970: E chissà/Duemila anni (Radio Records, RR 1023)

### Singoli Flexy-disc
Sono incisi da un solo lato e allegati in omaggio alla rivista Il Musichiere:
- 1959: Con tutto il cuor (The Red Record, N. 20001) (Il Musichiere N° 4, 29 gennaio)
- 1959: Proteggimi (The Red Record, N. 20027) (Il Musichiere N° 38, 24 settembre)
- 1960: Dimmelo con un disco (The Red Record, N. 20053) (Il Musichiere N° 65, 31 marzo)